# Gunnar Jansson (futbolista)
|  | Per a altres significats, vegeu «Gunnar Jansson». |

Gunnar Jansson   (Gävle, 29 de març de 1908 - Uppsala, 10 d'abril de 1981) fou un futbolista suec que va competir durant la dècada de 1930.
Fou 2 cops internacional amb la selecció sueca, amb la qual participà en la Copa del Món de Futbol de 1934.
Pel que fa a clubs, defensà els colors del Gefle IF.